# Stephen Leacock
Stephen Butler Leacock (n. 30 decembrie 1869, Hampshire, Anglia, Regatul Unit al Marii Britanii și Irlandei – d. 28 martie 1944, Toronto, Ontario, Canada) a fost un scriitor canadian, politolog, umorist, profesor și economist. Între anii 1915 și 1925, el a fost cel mai cunoscut umorist de limbă engleză din lume. Este cunoscut pentru umorul său ușor, alături de criticile aduse nebuniilor oamenilor.

## Lucrări scrise

### Ficțiune
- Literary Lapses (1910)
- Nonsense Novels (1911)
- Sunshine Sketches of a Little Town (1912)
- Behind the Beyond (1913) - ilustrații de Annie Fish.[9]
- Arcadian Adventures with the Idle Rich (1914)
- Moonbeams from the Larger Lunacy (1915)
- Further Foolishness (1916)
- Essays and Literary Studies (1916)
- Frenzied Fiction (1918)
- The Hohenzollerns in America (1919)
- Winsome Winnie (1920)
- My Discovery of England (1922)
- College Days (1923)
- Over the Footlights (1923)
- The Garden of Folly (1924)
- Winnowed Wisdom (1926)
- Short Circuits (1928)
- The Iron Man and the Tin Woman (1929)
- Laugh With Leacock (1930)
- The Dry Pickwick (1932)
- Afternoons in Utopia (1932)
- Hellements of Hickonomics in Hiccoughs of Verse Done in Our Social Planning Mill (1936)
- Model Memoirs (1938)
- Too Much College (1939)
- My Remarkable Uncle (1942)
- Happy Stories (1943)
- How to Write (1943)
- Last Leaves (1945)
- The Man in Asbestos: An Allegory of the Future
  - Nuvelă tradusă ca Omul în azbest: O alegorie din viitor, CPSF 261-262, octombrie 1965. Traducere de Leonid Petrescu

### Non-fiction
- Elements of Political Science (1906)
- Baldwin, Lafontaine, Hincks: Responsible Government (1907)
- Practical Political Economy (1910)
- Adventurers of the Far North (1914)
- The Dawn of Canadian History (1914)
- The Mariner of St. Malo: a chronicle of the voyages of Jacques Cartier[10] (1914)
- The Unsolved Riddle of Social Justice (1920)
- Mackenzie, Baldwin, Lafontaine, Hincks (1926)
- Economic Prosperity in the British Empire (1930)
- The Economic Prosperity of the British Empire (1931)
- Humour: Its Theory and Technique, with Examples and Samples (1935)
- The Greatest Pages of American Humor (1936)
- Humour and Humanity (1937)
- Here Are My Lectures (1937)
- My Discovery of the West (1937)
- Our British Empire (1940)
- Canada: The Foundations of Its Future (1941)
- Our Heritage of Liberty (1942)
- Montreal: Seaport and City (1942)
- Canada and the Sea (1944)
- While There Is Time (1945)
- My Lost Dollar

#### Biografii
- Mark Twain (1932)
- Charles Dickens: His Life and Work (1933)

#### Autobiografie
- The Boy I Left Behind Me (1946)